# Amphisbatis incongruella
Amphisbatis incongruella là một loài bướm đêm thuộc họ Oecophoridae. Nó được tìm thấy ở châu Âu.
Sải cánh dài khoảng 11 mm. Con trưởng thành bay từ tháng 3 đến tháng 5 tùy theo địa điểm.
Ấu trùng có thể ăn các loài Calluna và Thymus.